# Mostek (chemia)

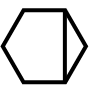
Bicyklo[3.1.0]heksan, związek bicykliczny zawierający 3 mostki o długości 3, 0 i 1 atomu

Mostek – w chemii, połączenie dwóch fragmentów związku chemicznego za pomocą wiązania, atomu lub prostego łańcucha atomów. Mostki mogą łączyć dwie grupy funkcyjne lub istotne fragmenty strukturalne cząsteczki (np. w cystynie mostek dwusiarczkowy łączy dwie reszty cysteinowe) lub może być elementem związku policyklicznego (np. związki bicykliczne zbudowane są z trzech mostków łączących się przy tzw. atomach przyczółkowych).